# Gahnia graminifolia
Gahnia graminifolia är en halvgräsart som beskrevs av Rodway. Gahnia graminifolia ingår i släktet Gahnia och familjen halvgräs.
Artens utbredningsområde är Tasmanien. Inga underarter finns listade i Catalogue of Life.